# Prix littéraire France-Québec
Le prix littéraire France-Québec est un prix littéraire remis annuellement par l'association France-Québec, et qui a pour but de faire connaître aux lecteurs français la littérature québécoise. Il prend la suite du prix Philippe-Rossillon, créé en 1998 et nommé en mémoire du diplomate et militant de la Francophonie Philippe Rossillon (1931-1997). Depuis 2006, le prix est parrainé par Patrick Poivre d’Arvor.
Le prix a pris son nom actuel et a été jumelé au prix Jean-Hamelin le 14 décembre 2005.
Désormais, les auteurs des meilleurs romans québécois seront récompensés chaque année par un même prix littéraire France-Québec, divisé en deux sections : un prix du jury décerné par l'Adelf (Association des écrivains de langue française), et un prix des lecteurs, de l'association France-Québec.
Il a pour pendant le prix littéraire Québec-France Marie-Claire-Blais.

## Liste des lauréats du prix des lecteurs
- 1975 – Jovette Marchessault, Comme une enfant de la terre/ I - Le crachat solaire (Leméac)
- 1998 – Bruno Hébert, C'est pas moi, je le jure ! (Boréal)
- 1999 – Abla Farhoud, Le bonheur a la queue glissante (Boréal)
- 2000 – Christiane Duchesne, L'Homme des silences (Boréal)
- 2001 – Micheline La France, Le Don d'Auguste (XYZ)
- 2002 – Guillaume Vigneault, Chercher le vent (Boréal)
- 2003 – Esther Croft, De belles paroles (XYZ)
- 2004 – Jean Lemieux, On finit toujours par payer (La Courte Échelle)
- 2005 – Jean Barbe, Comment devenir un monstre (Leméac)
- 2006 – Sergio Kokis, La Gare (XYZ)
- 2007 – Myriam Beaudoin, Hadassa (Leméac)
- 2008 – Christine Eddie, Les Carnets de Douglas (Alto)
- 2009 – Marie-Christine Bernard, Mademoiselle Personne (Hurtubise)[1]
- 2010 – Michèle Plomer, HKPQ (Marchand de feuilles)[2]
- 2011 – Lucie Lachapelle, Rivière Mekiskan (XYZ)[3]
- 2012 – Jocelyne Saucier, Il pleuvait des oiseaux (XYZ)[4]
- 2013 – Marie Hélène Poitras, Griffintown (Alto)[5]
- 2014 – Catherine Leroux, Le Mur mitoyen (Alto)[6]
- 2015 – Biz, Mort-terrain (Leméac)[7]
- 2016 – Anaïs Barbeau-Lavalette, La Femme qui fuit (Marchand de feuilles)[8]
- 2017 – Christian Guay-Poliquin, Le Poids de la neige (La Peuplade)[9]
- 2018 – Éric Plamondon, Taqawan (Le Quartanier et Quidam éditeur)[10]
- 2019 – Matthieu Simard, Les Écrivements (Alto)
- 2020 – Michel Jean, Kukum (Libre Expression / Dépaysage)[11]. Autres finalistes : David Goudreault,Ta mort à moi(Éditions Philippe Rey) ; Gabrielle Filteau Chilba, Sauvagines (Éditions XYZ)
- 2021 – Tristan Malavoy, L'Œil de Jupiter (Boréal). Autres finalistes : Marité Villeneuve, Mon frère Paul (éditions Del Busso) ; Louise Dupré, Théo à jamais (Héliotrope)
- 2022 – Louis-François Dallaire, Le jour où mon meilleur ami fut arrêté pour le meurtre de sa femme (Éditions de Mortagne)[12] . Autres finalistes : Raymond Rainville, 1542 - La Colonie maudite (La Plume d'or) ; Nicole Lavigne, l'Étonnante destinée de Pierre Boucher (Québec - Amérique)
- 2023 - Alain Beaulieu, Le refuge (Druide)[13]. Autres finalistes : Yannick Marcoux, L'île sans pont (Éditions Xyz) ; Dominique Scali, Les marins ne savent pas nager (La Peuplade)
- 2024 - Éric Chacour, Ce que je sais de toi (Alto). Autres finalistes : Anne - Marie Duquette, Les fleurs sauvages n'ont de sauvage que le nom (XYZ) ; Emmanuelle Pierrot ,La version qui n'intéresse personne( Le Quartanier)

## Critiques
Les récentes nominations au Prix littéraire France-Québec ont été critiquées dans la presse québécoise car elles auraient « très peu de visibilité au Québec » et seraient campées « dans l’époque de la Nouvelle-France. Un choix  “folklorique” qui ne reflète en rien la littérature québécoise ».